# Poralia rufescens
Poralia rufescens is een schijfkwal uit de familie Ulmaridae. De kwal komt uit het geslacht Poralia. Poralia rufescens werd in 1902 voor het eerst wetenschappelijk beschreven door Vanhöffen. 